# Стелюшок
Стелюшо́к (Spergularia) — рід із родини Caryophyllaceae, який містить стійкі до солі рослини. Налічується понад 60 видів, поширених на всіх континентах крім Антарктиди.
В Україні три види: стелюшок приморський, стелюшок середній, стелюшок червоний.

## Морфологічна характеристика
Це однорічні або багаторічні трав'янисті рослини; часто утворюють «подушки». Стебла іноді злегка дерев'яніють біля основи, прямовисні, лежачі або підняті. Надземні частини рослини голі або залозисто-волосисті. Деякі види утворюють короткі, облистнені бічні пагони, так звані пучки листя, але завжди тільки з одного боку вузла. Листя зазвичай супротивне. Прилистки з сухою шкіркою. Одностатеві або двостатеві квітки радіально-симетричні, з подвійною оцвітиною. П'ять чашолистків вільні і часто мають вузьку білу шкірчасту облямівку. П'ять пелюсток цілісні, від рожевого до червоного, рідше білі. Тичинок від п'яти до десяти. Плід коробочки розкривається трьома стулками. Насіння від грушоподібної до округлої або лінзоподібної та крилатої форми.